# Jeon Hye-won
Jeon Hye-won (* 2. April 1998 in Haeundae-gu) ist eine südkoreanische Schauspielerin. Bekannt wurde sie in Our Beloved Summer und Love (ft. Marriage and Divorce).

## Leben und Karriere
Jeon wurde am 2. April 1998 in Haeundae-gu geboren. Ihr Debüt gab sie 2016 in dem Film Just One Day. Danach spielte sie in Because This Is My First Life mit. 2018 bekam sie eine Rolle in  A Poem a Day. Im selben Jahr wurde sie für die Serie Sketch gecastet. Jeon trat 2020 in der Serie Kiss Goblin auf. Unter anderem war Kim 2021 in der Serie Undercover zu sehen. Außerdem spielte sie in  Love All Play die Hauptrolle.

## Filmografie (Auswahl)
Filme
- 2016: Just One Day
- 2018: Champion
- 2022: 20th Century Girl

Serien
- 2017: Because This Is My First Life
- 2018: A Poem a Day
- 2018: Sketch
- 2018: Mode Vol.1
- 2020: Kiss Goblin
- 2020–2021: True Beauty
- 2021: Undercover
- 2021–2022: Love (ft. Marriage and Divorce)
- 2021–2022: Our Beloved Summer
- 2022: Love All Play
- 2022: Alchemy of Souls
- 2022: Under the Queen’s Umbrella
- 2024: No Gain No Love